# Clastobasis vittigera
Clastobasis vittigera är en tvåvingeart som beskrevs av Enrico Adelelmo Brunetti 1912. Clastobasis vittigera ingår i släktet Clastobasis och familjen svampmyggor. Inga underarter finns listade i Catalogue of Life.